# Canon EOS R6
Die Canon EOS R6 ist eine spiegellose Systemkamera des japanischen Herstellers Canon. Sie kam im Juli 2020 mit einer UVP von um 2.600 Euro auf den europäischen Markt.
Die EOS R6 und die gleichzeitig vorgestellte EOS R5 sind die ersten Canon-Kameras mit Bildstabilisierung in der Kamera selbst (IBIS). In Verbindung mit RF-Objektiven werden bis zu acht Blendenstufen längere Belichtungszeiten erreicht.

## Kamera
Die EOS R6 und die EOS R5 sind in Design und Menüführung recht ähnlich, unterscheiden sich aber im Auflösungsvermögen ihrer Sensoren bzw. Software. Während die R5 eine Auflösung von 45 Megapixeln produziert, wurde in der EOS R6 ein 20-Megapixel-Sensor verbaut. Der Sensor der EOS R6 basiert laut Fachmagazinen auf dem der Profikamera Canon EOS-1D X Mark III. Die Kamera kann zwei SD-Speicherkarten aufnehmen.
Die Video-Auflösung der Kamera beim Filmen beträgt 4K und der Crop-Faktor dabei 1,07.
Als eine der wesentlichen Neuerungen bewirbt Canon den Augen-Autofokus.
Der "Augen-Autofocus" bedeutet, dass die Kamera Augen von Menschen und Tieren erkennen und verfolgen kann und ist nicht zu verwechseln mit dem Eye controlled Focusing (ECF) (Augen-kontrolliertem Focus) der analogen Canon-Kameras (Canon EOS 30, Canon EOS 50, Canon EOS 5 und Canon EOS 3). Beim ECF fokussiert die Kamera auf den Punkt, den der Fotograf im Sucher durch Hinsehen aussucht.
Das bei Einführung noch nicht sehr weit verbreitete RF-Bajonett System ist mit EF- und EF-S-Objektiven von Canon sowie von Fremdherstellern adaptierbar.
Beim Gehäuse wurde gegenüber der R5 auf Magnesium verzichtet. Der Verschluss ist für 300.000 Auslösungen getestet (R5 500.000).